# Парламентские выборы в Науру (1983)
Парламентские выборы в Науру были проведены 3 декабря 1983 года. Все кандидаты были независимыми, так как в Науру не было политических партий. В результате Хаммер Деробурт был вновь избран президентом 10 голосами против 6.

## Результаты
| Партия                             | Голоса | %   | Места |
| ---------------------------------- | ------ | --- | ----- |
| Независимые                        |        | 100 | 18    |
| Недействительных/пустых бюллетеней |        | –   | –     |
| Всего                              |        | 100 | 18    |
| Источник:IPU                       |        |     |       |